# Pantalón femenino

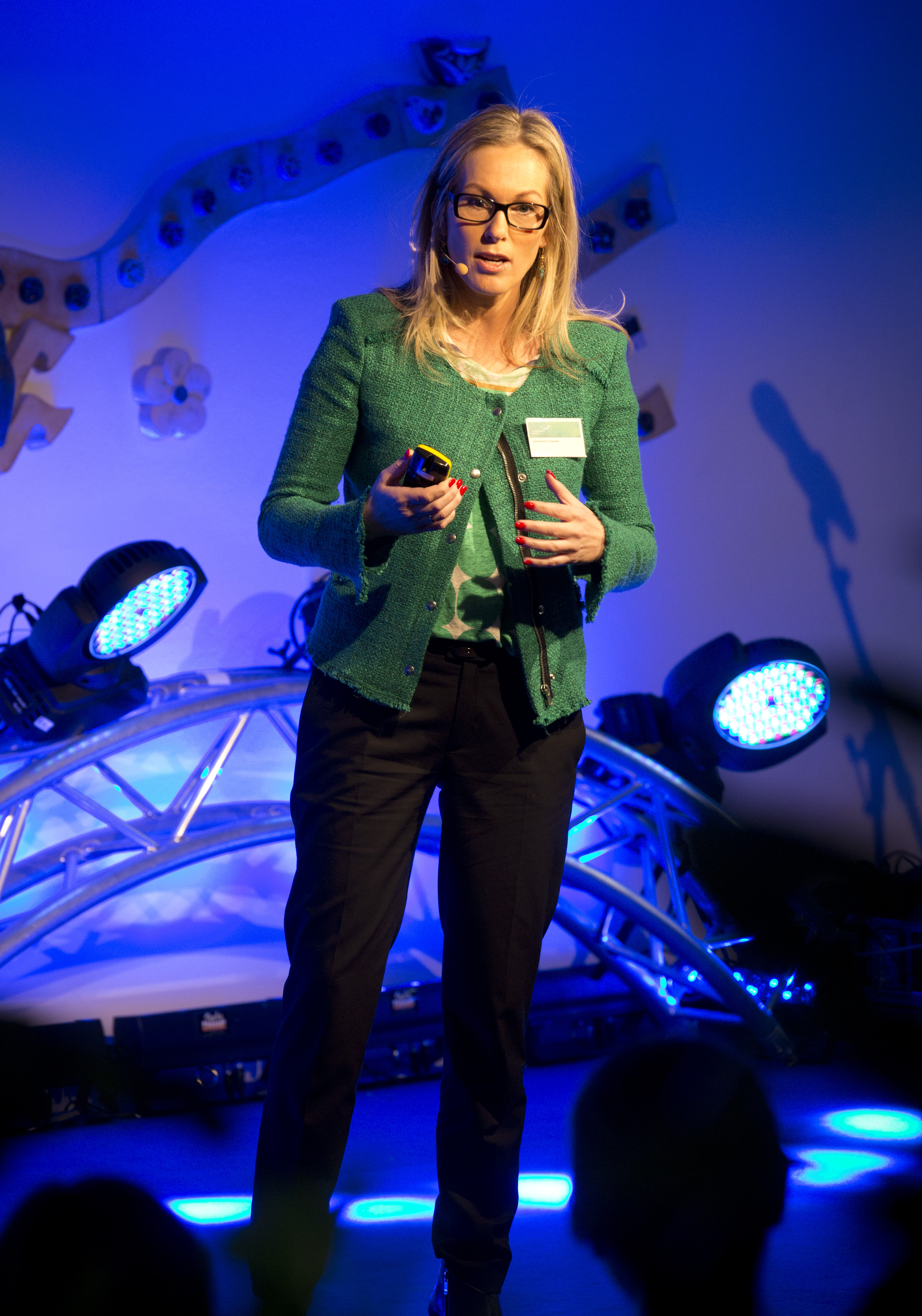
Anita Krohn Traaseth de pantalones, Noruega, 2013.

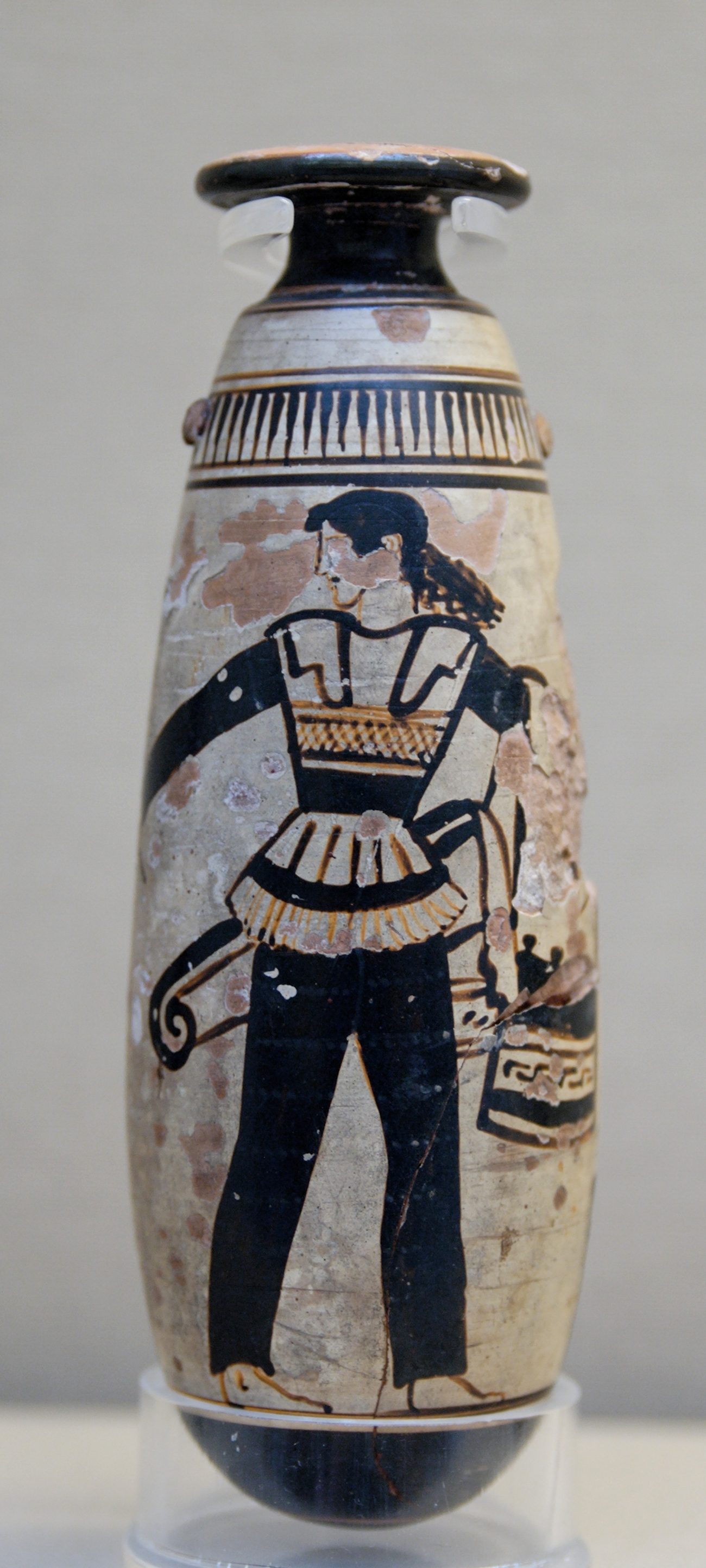
Amazona usando pantalones y portando un escudo con una tela estampada y un carcaj. Alabastrón de terracota blanca ático de la antigua Grecia, ca. 470 a. C., Museo Británico, Londres.

Los pantalones son un elemento básico de la moda histórica y moderna. A lo largo de la historia, el papel del pantalón en la mujer estuvo en constante cambio. Los pantalones aparecieron por primera vez en la historia registrada entre los pueblos nómadas de las estepas de Europa oriental y el Asia Central, hábiles jinetes. La evidencia arqueológica sugiere que tanto los hombres como las mujeres llevaban pantalones en ese contexto cultural. Sin embargo, en la cultura occidental el uso de pantalones se restringió a los hombres hasta el siglo XX. En muchas regiones, esta norma se hizo cumplir no solo por las costumbres sociales sino también por medio de la ley. Hubo, sin embargo, algunos casos históricos de mujeres que usaron pantalones en desafío a estas normas, por una variedad de razones, incluyendo comodidad, libertad de movimiento, moda, disfraz (especialmente esclavos fugitivos en los Estados Unidos anteriores a la guerra civil), intentos de hacerse pasar por varón debido al mayor salario que estos recibían, e intento de establecer una identidad pública poderosa para las mujeres. A lo largo del siglo XX, las costumbres y leyes que restringían el uso de este tipo de vestimenta solo al hombre se relajaron dramáticamente, reflejando la creciente aceptación y normalización de la práctica. 
Varias ciudades de los Estados Unidos, en los siglos XIX y XX, aprobaron leyes que prohibieron a las mujeres usar pantalones. Entre estas se encontraba una ley de 1863 aprobada por la Junta de Supervisores de San Francisco que tipificaba la prohibición en público de «una vestimenta que no pertenecía a su sexo», aunque existían leyes similares en Columbus, Ohio (aprobada en 1848); Chicago, Illinois (aprobada en 1851); Houston, Texas (aprobada en 1864); Orlando, Florida (aprobada en 1907), y aproximadamente dos docenas de otras ciudades de los EE. UU. Las leyes contra el travestismo continuaron hasta bien entrado el siglo XX, con Detroit, Míchigan y Miami, Florida, aprobando leyes hasta la década de 1950, y Cincinnati (Ohio) aprobando una en 1974.
Además, las leyes existentes, como los estatutos contra la vagancia, se pusieron en servicio para garantizar que las mujeres se vistieran de acuerdo con las normas de género de la época. Uno de estos casos sería el estatuto de Nueva York contra la vagancia de 1845, que establecía que «Toda persona que, al tener su rostro pintado, decolorado, cubierto u oculto, o disfrazado, de una manera calculada para evitar su identificación, aparezca en cualquier camino o vía pública, o en cualquier campo, lote, bosque o recinto, puede ser perseguido y arrestado». Esta ley se usó para procesar a mujeres por travestismo, ya que su vestimenta fuera de las normas de género constituía un «disfraz». Boston usó leyes similares contra la vagancia para arrestar a Emma Snodgrass y Harriet French en 1852. Snodgrass sería arrestada nuevamente en Cleveland en 1853, y French sería arrestada nuevamente en Nueva York en 1856. Se dice que French rompió con la convención para buscar oportunidades de trabajo abiertas solo a los hombres: ella reclamó al New York Daily Times que podía «obtener más salario» vestida de hombre.
Las leyes contra la vagancia también se usaron para arrestar a Jennie Westbrook en Nueva York, en 1882 y 1883. Se informa que en ese momento el caso de Westbrook había «despertado un profundo interés» entre el público, ya que se entendió que estaba intentando «escapar de esa esclavitud a la que las leyes sociales han sometido el sexo». Al igual que Harriet French en Boston, Westbrook identificó las oportunidades de trabajo como su razón para el travestismo: «Su excusa era que podía ganar 20 dólares por semana en su disfraz, mientras que como «vendedora» en una tienda de moda, la paga sería solo un tercio de esa cantidad».
Las enseñanzas de los judíos ortodoxos y algunas denominaciones cristianas, como los anabaptistas conservadores y los metodistas del movimiento conservador de santidad, continúan exhortando a las mujeres a usar vestidos largos, en lugar de pantalones, para mantener lo que ven como una distinción en los sexos.

## Primeras reformas de vestimenta

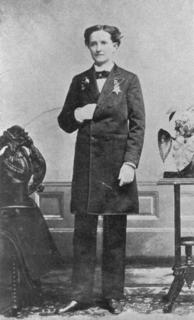
Mary Edwards Walker, c. 1870. Walker fue arrestada varias veces por vestirse con indumentaria masculina.

En 1851, Elizabeth Smith Miller, antigua defensora de los derechos de las mujeres, le presentó a Amelia Bloomer una prenda conocida inicialmente como el «vestido turco», que presentaba una falda hasta la rodilla sobre pantalones bombachos, de estilo turco, o sea amplios y ceñidos al tobillo. Bloomer pasó a defender y promover el vestido, incluyendo instrucciones para confeccionarlo, en The Lily, un periódico dedicado a la «Emancipación de la mujer de la intemperancia, la injusticia, el prejuicio y el fanatismo». Esto inspiró una efímera locura por el vestido, que llegó a ser conocido como bombacho.
Elizabeth Cady Stanton, Susan B. Anthony y Lucy Stone, otras primeras defensoras de los derechos de las mujeres, también adoptaron este estilo de vestimenta en la década de 1850, y lo llamaron «vestimenta de la libertad». 
Al mismo tiempo, algunas trabajadoras, en particular las mujeres que trabajaban en pozos de carbón en el área de Wigan, comenzaron a usar pantalones debajo de una falda corta hasta la rodilla como un componente práctico de su uniforme. Esto atrajo la atención del público, y varios fotógrafos produjeron registros de la forma poco convencional de vestir de estas mujeres desde mediados hasta finales del siglo XIX. 
Otra mujer que abogó públicamente en Estados Unidos por la reforma de la vestimenta fue Mary Edwards Walker, abolicionista y cirujana de la Guerra de Secesión. Walker, que había llevado bombachos mientras trabajaba en un hospital militar, escribió en 1871 que la vestimenta de la mujer debía «proteger a la persona y permitir la libertad de movimiento y circulación, y no convertirla en esclava de ella». Walker usaba abiertamente pantalones de hombre en su vida cotidiana, y fue arrestada varias veces por usar indumentaria masculina; su primer arresto fue en 1866, en Nueva York, y el último en 1913, en Chicago, con 80 años.

## Cambio de normas

### sigloXX

#### Estados Unidos y Europa

##### Años 1900-1920
En la década de 1890, cuando se puso de moda el ciclismo también entre el público femenino, se introdujo una versión actualizada del bombacho para uso deportivo, por encima de una falda corta hasta la rodilla, aunque no cuajó y para ello se prefirió la igualmente revolucionaria falda corta, siempre acompañada de medias. A medida que las actividades como el tenis, el ciclismo y la equitación se volvieron más populares a principios del siglo XX, algunas recurrieron a los pantalones o los bombachos para tener comodidad y libertad de movimiento en estas actividades, y algunas leyes permitieron que las mujeres usaran pantalones durante estas actividades.

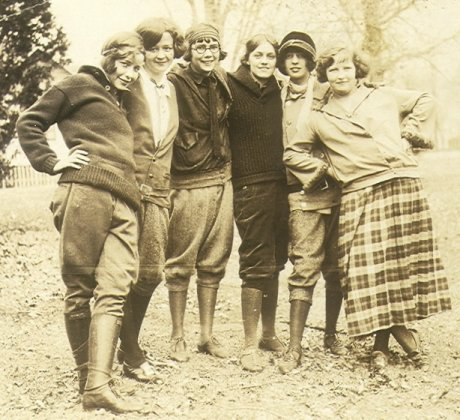
Mujeres vestidas con pantalones de montar, 1924.

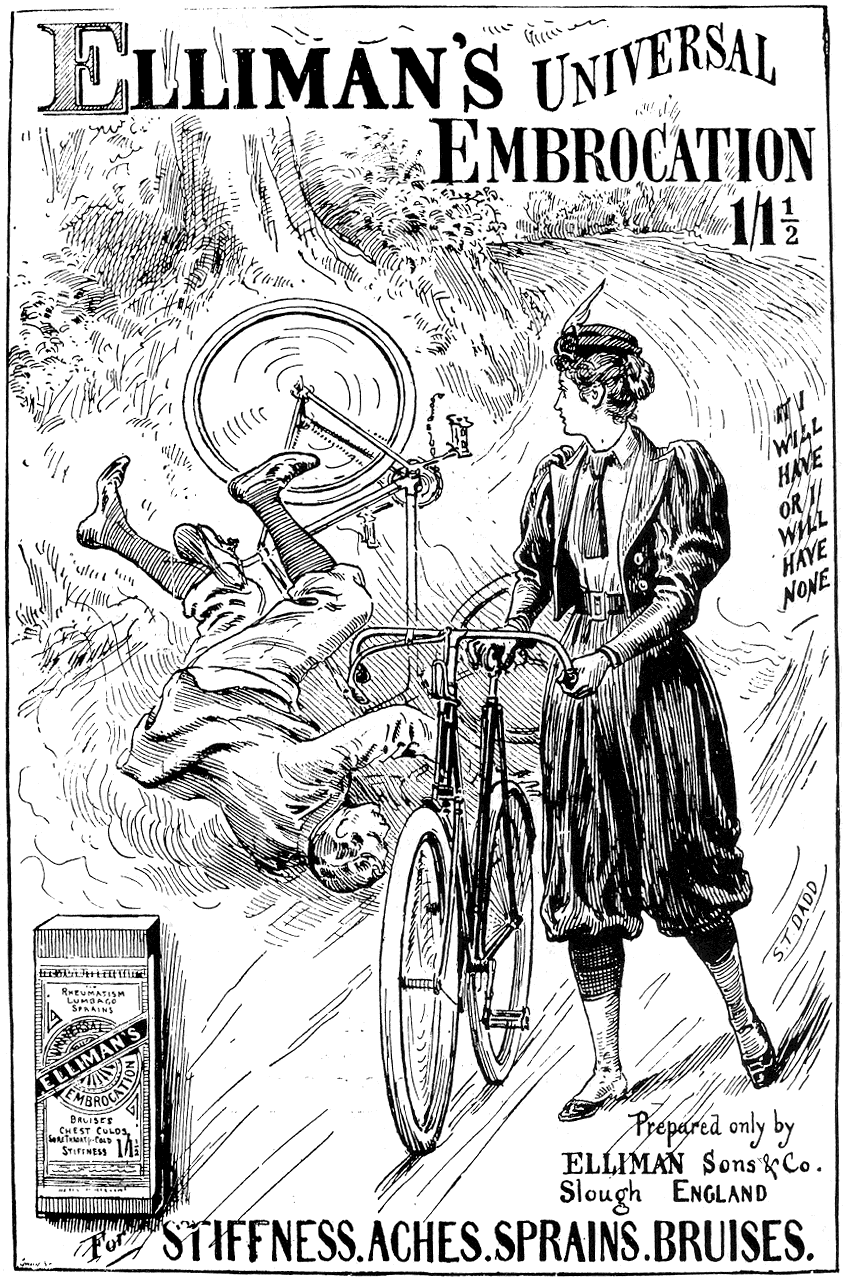
1897.

Sin embargo, los arrestos por travestismo no necesariamente cesaron durante este tiempo. Por ejemplo, en 1919, la líder sindical Luisa Capetillo se convirtió en la primera mujer de Puerto Rico en usar pantalones en público. Capetillo fue enviada a la cárcel por lo que entonces se consideraba un delito en Puerto Rico, aunque luego el juez retiró los cargos en su contra.
El destacado modisto Paul Poiret lanzó en 1911 los primeros pantalones femeninos, rectos y elegantes, y pantalones turcos, tipo bombacho, acompañados de blusas y chaquetas largas. Eran muy femeninos, pero en Milán algunas damas que se atrevieron a salir así a la calle, fueron silbadas.

##### Años 1920
Tras la Primera Guerra Mundial se generalizó definitivamente para la equitación el traje de montar similar al masculino, con pantalones, así como montar a horcajadas, no a la amazona, con las piernas juntas. En los años 1920 algunas jóvenes empezaron a dormir en pijama, otra prenda hasta entonces masculina, usando las mujeres camisón. Inspirándose en el pantalón del pijama, apareció a finales de la década el pantalón palazzo, recto y acompañado de túnica corta o blusa y chaqueta larga, usado para recepciones íntimas en casa.

##### Años 1930
Las actrices Marlene Dietrich y Katharine Hepburn fueron muchas veces fotografiadas en pantalones en la década de 1930; Dietrich apareció con un esmoquin negro combinado con un sombrero fedora en el estreno en 1932 de The Sign of the Cross (El signo de la cruz).
Eleanor Roosevelt se convirtió en la primera primera dama en aparecer con pantalones en una función formal, al presidir en 1933 la carrera de rodado del huevo con pantalones de montar, una consecuencia de no tener tiempo para cambiarse después de un paseo temprano por la mañana. Sin embargo, pareció abrazar la circunstancia poco convencional, posando para una foto con los pantalones en el pórtico sur de la Casa Blanca.
En 1939, Vogue presentó su primera portada con mujeres llevando pantalones.

##### Años 1940 y 1950
Durante la Segunda Guerra Mundial, las mujeres estadounidenses que trabajaban en la industria del servicio de guerra usaban los pantalones de sus maridos, y en la posguerra los pantalones se convirtieron en una prenda común para momentos informales en el campo, para la mañana, en jardinería y otras actividades de ocio. 
De manera similar, en Gran Bretaña durante la Segunda Guerra Mundial, debido al racionamiento de la vestimenta, muchas mujeres empezaron a usar la ropa civil de sus esposos para trabajar mientras sus maridos estaban fuera, sirviendo en las fuerzas armadas. Esto se debió en parte a que se los vio como prendas de trabajo y a que permitían que las mujeres mantuvieran su subsidio de ropa para otros usos. A medida que la ropa de los hombres se desgastaba, se necesitaban reemplazos, de modo que para el verano de 1944 se informó que las ventas de pantalones para mujer eran cinco veces superiores a las del año anterior.
Durante el primer franquismo y en la España de posguerra de modo particular, el uso del pantalón femenino fue absolutamente rechazado dada su incompatibilidad con el papel tradicional impuesto a la mujer por parte de la dictadura. La Iglesia católica se mostró especialmente activa en la vigilancia del decoro en el vestir de las españolas, y el padre capuchino Quintín de Sariegos aseveraba respecto al uso del pantalón: «[...] la mujer en pantalones es una mujer vestida de hombre, que adopta las formas de convivencia contrarias a su sexo, y esta conducta incluye una especie de aberración del sexo, que suscita fácilmente ideas de perversión y llamadas al pecado [...]. Al ver a una mujer en pantalones dificulta, si es que no imposibilita, suponer en ella virtud, modestia y dignidad».
La actriz Audrey Hepburn popularizó los pantalones capri, ceñidos y cortos hasta la pantorrilla.
En 1959, la Sección 12947.5 del Código de Gobierno (parte de la Ley de Vivienda y Empleo Justo de California, aprobada en California) protegió expresamente el derecho a usar pantalones. Por lo tanto, el formulario estándar de quejas de discriminación de la FEHA ahora incluye una opción para «negar el derecho a usar pantalones».

##### Años 1960 y 1970

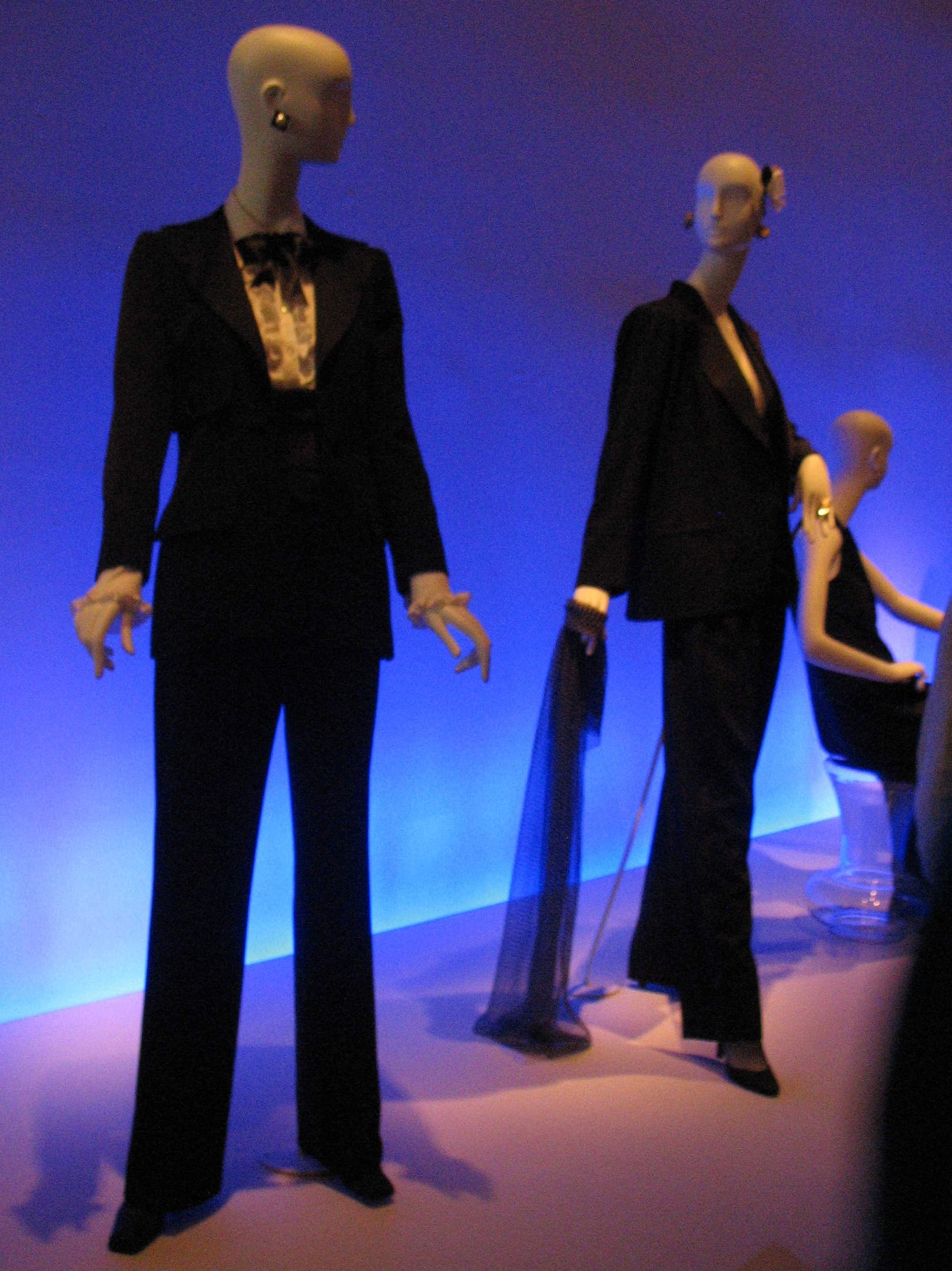
Yves Saint Laurent, Le Smoking, 1966.

En la década de 1960, André Courrèges introdujo los vaqueros para mujer, lo que conducirá a la era de los jeans de marca. Y en 1966, Yves Saint Laurent presentó Le Smoking, el primer esmoquin femenino, destinado a ocasiones formales; fotografiado por Helmut Newton de una manera que enfatizaba la androginia de la portadora e incluso sugería matices lésbicos recordando a Dietrich. 
En 1969, Charlotte Reid se convirtió en la primera mujer en usar pantalones en el Congreso de los Estados Unidos.
También en 1969, Barbra Streisand se convirtió en la primera mujer en asistir a la ceremonia de los Oscars con pantalones, aceptando un premio por su papel en Funny Girl vestida con un traje diseñado por Arnold Scaasi.
En 1972, Pat Nixon fue la primera dama de Estados Unidos en posar con pantalones en una revista nacional. Sin embargo, las primeras damas ya  habían sido vistas antes con pantalones, incluyendo Lou Hoover (fotografiada en privado usando pantalones de montar en el retiro presidencial de Camp Rapidan) y Jackie Kennedy (fotografiada con pantalones capri y un suéter en Cape Cod en 1960 y con pantalones palazzo en Italia en 1962).
En 1972 se aprobaron en Estados Unidos las Enmiendas de Educación de 1972, las cuales como parte de las disposiciones de no discriminación del Título IX, declararon que no se podía exigir solo vestidos a las niñas en las aulas. Los códigos de vestimenta cambiaron así en las escuelas públicas de los Estados Unidos.
En la década de 1970, los pantalones se pusieron muy de moda entre las mujeres de los países más desarrollados. Jane Fonda, Diana Ross, Katharine Hepburn, Tatum O'Neal y Diane Keaton ayudaron a popularizar el uso de pantalones, y asistieron a ceremonias de premios de alto perfil vestidas con trajes o conjuntos de pantalones. Tatum O'Neal aceptó notablemente un Oscar a los diez años vestida con un esmoquin.

##### Años 1980 y 1990

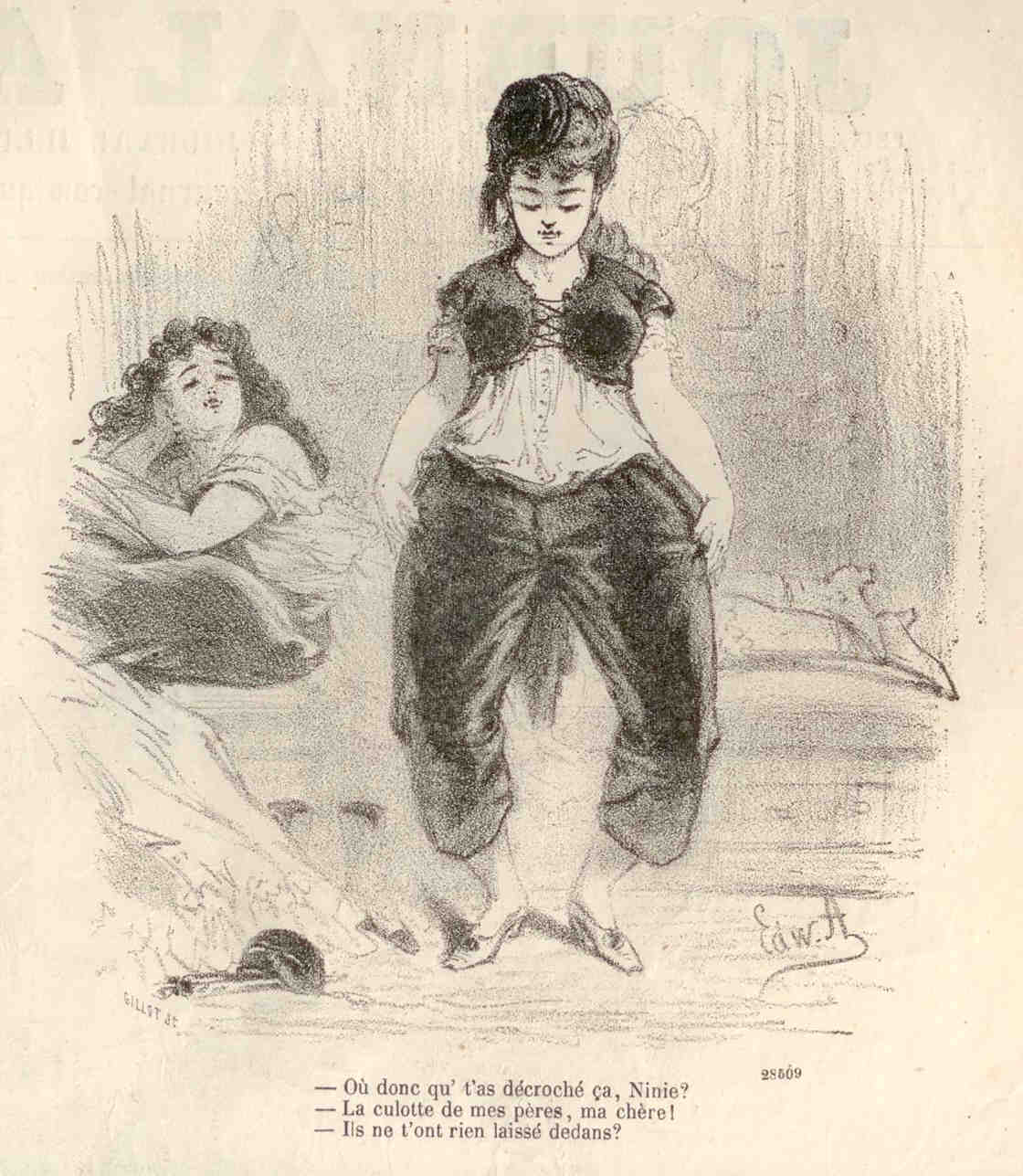
Journal Amusant, número 737, 12 de febrero de 1870, una joven se pone los pantalones de su padre para el Carnaval.

En 1989, la senadora del estado de California Rebecca Morgan fue la primera mujer en usar pantalones en el senado estatal estadounidense.
Hillary Clinton fue la primera mujer en llevar pantalones en su retrato oficial de primera dama de los Estados Unidos.
A las mujeres no se les permitió usar pantalones en la cámara del Senado de los Estados Unidos hasta 1993. En ese año, las senadoras Barbara Mikulski y Carol Moseley Braun llevaron pantalones en la cámara desafiando la norma, y poco después el personal de apoyo femenino las siguió. La regla fue enmendada ese mismo año por la sargento de armas Martha Pope para permitir que las mujeres usen pantalones en la cámara siempre y cuando usen también chaqueta.

#### África
En 1994, a las mujeres de Malaui se les permitió legalmente usar pantalones bajo el gobierno del presidente Kamuzu Banda, originalmente prohibido por una ley promulgada en 1965.

### sigloXXI

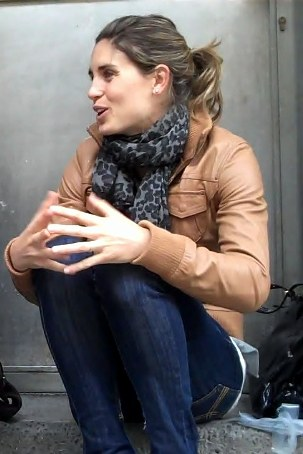
Naroa Agirre, atleta olímpica española de vaqueros.

Como prenda cómoda y práctica para la mujer posmoderna trabajadora activa, en los países más desarrollados el uso del pantalón, en los más variados estilos y modelos, se generalizó al punto de que según varias encuestas, para el año 2000, el 75% de las mujeres de entre 12 y 65 años usaban pantalones habitualmente, con una clara tendencia a usar pantalones para diario y eventos informales, reservando vestidos y faldas para fiesta y eventos formales.

#### Normas internacionales
Desde 2004, la Unión Internacional de Patinaje ha permitido que las mujeres usen pantalones en lugar de faldas en la competencia si así lo desean.
En 2013, la ministra de Derechos de la Mujer de Francia Najat Vallaud-Belkacem declaró oficialmente revocada una antigua ordenanza que exigía a las mujeres en París (Francia) pedir permiso a las autoridades de la ciudad antes de «vestirse como hombres», incluido el uso de pantalones (con excepciones para quienes «sostenían el manillar de una bicicleta o las riendas de un caballo»). Originalmente, la ordenanza tenía la intención de evitar que las mujeres usaran los pantalones de moda entre los rebeldes parisinos durante la Revolución Francesa.
También en 2013, el parlamento de Turquía puso fin a la prohibición de que las legisladoras llevaran pantalones en su asamblea.
En 2014, un tribunal de familia indio en Bombay dictaminó que un marido que se oponga a que su esposa use kurta y pantalones vaqueros y que la obligue a usar un sari equivale a crueldad infligida por el marido y puede ser motivo de divorcio. De este modo, a las esposas se les concedió el divorcio por crueldad tal como se define en la sección 27 (1) (d) de la Ley de matrimonio especial de 1954.
Desde 1991 hasta 2019 en Sudán, el artículo 152 del Memorando del Código Penal de 1991 prohibió el uso de "atuendos obscenos" en público. Este hecho resultó controversial por varias razones, por ejemplo, porque se usó para castigar a las mujeres que usaban pantalones en público azotándolos 40 veces. En julio de 2009, trece mujeres, incluida la periodista Lubna al-Hussein, fueron detenidas en Jartum por llevar pantalones; diez de las mujeres se declararon culpables y fueron azotadas con diez latigazos y multadas con 250 libras sudanesas cada una. Lubna al-Hussein se consideraba una buena musulmana y afirmó: «El Islam no dice si una mujer puede usar pantalones o no. No tengo miedo de que me azoten. No duele. Pero es un insulto». Finalmente fue declarada culpable y multada con el equivalente a 200 dólares en lugar de ser azotada. El 29 de noviembre de 2019, se derogó el artículo 152 del Código Penal (conocido popularmente como Ley de Orden Público o Ley de Orden Público) como parte de la Transición democrática sudanesa de 2019. Según Ihsan Fagiri, líder de la Iniciativa No a la Opresión contra las Mujeres, alrededor de 45.000 mujeres fueron procesadas en virtud de la Ley de orden público. La derogación se consideró un primer paso significativo hacia una reforma legal gradual para mejorar la situación de los derechos de la mujer en el país, según lo previsto en el Proyecto de Declaración Constitucional (o Carta).

#### Normas de lugares de trabajo
En 2012, la Policía Montada del Canadá comenzó a permitir que las mujeres miembros usen pantalones y botas con todos sus uniformes formales.
Hasta 2016, algunas tripulantes de British Airways debían llevar el uniforme estándar de «embajadora» de British Airways, que tradicionalmente no incluía pantalones.
En 2017, La Iglesia de Jesucristo de los Santos de los Últimos Días anunció que sus empleadas podrían usar «trajes de pantalón profesionales y pantalones de vestir» mientras trabajaban. Se habían requerido solo vestidos y faldas previamente. En 2018, esa misma iglesia declaró que sus misioneras podrían usar pantalones de vestir si lo deseaban, excepto cuando asistían al templo y durante los servicios de adoración dominicales, los servicios bautismales y el liderazgo misional y de zona.
En 2019, Virgin Atlantic comenzó a permitir que sus asistentes de vuelo femeninas usaran pantalones.

#### Normas escolares
La mayoría de las escuelas del Reino Unido permiten que las alumnas usen pantalones, pero muchas niñas todavía usan faldas en las escuelas primarias y secundarias, incluso donde se da la opción de usar pantalones. A finales del siglo XX y principios del siglo XXI, muchas escuelas comenzaron a cambiar sus reglas de uniformes para permitir el uso de pantalones a las niñas en medio de una creciente oposición a las políticas de solo falda, la más publicitada posiblemente fue Jo Hale vs Whickam Comprehensive en 2000. Aunque comúnmente se acepta ya que las niñas pueden usar pantalones en la escuela, no se sabe que se haya presentado ningún caso ante los tribunales, lo que hace que la posición legal sea incierta sobre el requisito de que las faldas formen parte de los uniformes de las niñas. La regla todavía es aplicada en muchas escuelas, particularmente en escuelas estatales independientes y selectivas. De hecho, las directrices gubernamentales establecen expresamente que la decisión de permitir que las niñas usen pantalones corresponde individualmente a las escuelas.

## Prohibiciones restantes

### Prohibiciones religiosas
Hay una serie de religiones que le prohíben a las mujeres revelar sus piernas, lo que obliga a todas las mujeres y, muchas veces, a las chicas jóvenes a no usar pantalones sino un vestido largo, por lo general la gran mayoría de los sijs creen que usar pantalones es preferible para las mujeres de dicha denominación a efectos de mantener la modestia. 
Aunque muchos menonitas contemporáneos no tengan un código de vestimenta, entre los menonitas tradicionales y conservadores, a veces referidos como «menonitas del viejo orden», se requieren faldas largas o vestidos que cubran la mayor parte de las piernas. También usan vestidos y faldas porque creen que los hombres y las mujeres deben distinguirse entre sí, siguiendo la cita bíblica «Deuteronomio 22:5. La mujer no vestirá lo que le pertenece al hombre, ni el hombre se pondrá una vestidura de mujer; porque todos los que así lo hacen son abominación al Señor tu Dios». (KJV) Las conferencias conservadoras generalmente exigen que las mujeres usen un estilo específico de vestimenta. Esto suele ser en el estilo del vestido capa, con una doble cobertura o «capa». Pero la mayoría de las conferencias no conservadoras permiten el uso de pantalones por parte de las mujeres.[cita requerida]
Las mujeres pentecostales suelen usar faldas debido al mandamiento bíblico en el Antiguo Testamento de que las mujeres no deben usar ropa de hombre; esto es obligatorio en algunas iglesias Pentecostales Unitarias (a discreción del pastor individual).[cita requerida] Asimismo, en el Nuevo Testamento, el apóstol Pablo en su primera carta a Timoteo, exhorta a las mujeres a vestir con pudor y modestia. Esto algunos lo interpretan en relación con que los pantalones en la mujer harán que luzca codiciable a los ojos de los hombres, y con ello harían violar el mandamiento de Dios de no cometer adulterio, en el que si un hombre mira a una mujer para codiciarla, ya adulteró con ella en su corazón (Mateo 5:28).
Muchas iglesias Bautistas Fundamentales Independientes, colegios y universidades prohíben a las mujeres usar pantalones. Por ejemplo, en el Colegio Cristiano de Pensacola, las estudiantes pueden usar pantalones o pantalones cortos solo para «fines recreativos». También están obligadas a usar faldas o vestidos hasta las 5:00 PM en días laborales.
En la creencia judía ortodoxa, el espacio entre las piernas de una mujer se considera un área privada y, por lo tanto, debe estar cubierta por una prenda de vestir. La ropa de hombre le está prohibida bíblicamente bajo la prohibición de Lo Silbash («Una mujer no vestirá lo que le pertenece a un hombre», 22:5 ). En algunas comunidades judías, como los judíos de los países árabes y las comunidades ortodoxas modernas, se considera al contrario que los pantalones proporcionan una forma adicional de modestia.[cita requerida]
El 13 de noviembre de 866, el papa Nicolás I escribió al rey Boris I de Bulgaria: «Ya sea que usted o sus mujeres usen o no pantalones, no obstaculizan su salvación ni llevan a un aumento de su virtud» (sive vos, sive feminae vestrae, sive deponatis, sive induatis femoralia, nec saluti officit, nec ad virtutum vestrarum proficit incrementum - Patrologia Latina, CXIX, 1002). Algunos miembros de la Sociedad de San Pío X han hablado de la preferencia de las mujeres con faldas en lugar de pantalones. La carta del cardenal Siri también ha sido citada como justificación para que las mujeres usen solo faldas y vestidos. Además, Santo Tomás de Aquino, el principal teólogo de la Iglesia, también enseñó que «la vestimenta externa debe ser coherente con el patrimonio de la persona, de acuerdo con la costumbre general. Por lo tanto, es en sí mismo pecaminoso para una mujer llevar ropa de hombre, o viceversa; y está expresamente prohibido en la Ley (Deuteronomio 22)...».
En 2012 y 2013, algunas mujeres mormonas participaron en el «Día de usar pantalones para ir a la iglesia», en el cual llevaron pantalones a la iglesia en lugar de los vestidos habituales para alentar la igualdad de género dentro de La Iglesia de Jesucristo de los Santos de los Últimos Días. Más de mil mujeres participaron en 2012. En 2017, la Iglesia mormona anunció que sus empleadas podrían usar «trajes de pantalón profesionales y pantalones de vestir» mientras trabajaban; se le habían requerido solo vestidos y faldas previamente. En 2018, la Iglesia mormona declaró que sus misioneras podían usar pantalones de vestir si lo deseaban, excepto cuando asistían al templo y durante los servicios de adoración del domingo, los servicios bautismales y el liderazgo de la misión y las conferencias de zona.

### Danza
Muchas formas de baile requieren que las mujeres usen faldas o vestidos, ya sea por convención o por reglas de competencia. En el baile escocés de las Highlands, por ejemplo, las mujeres no usan trews, sino una falda o un vestido que incluye el vestido Aboyne (para los bailes nacionales) o el atuendo basado en el kilt para los bailes de las Highlands. Sin embargo, las mujeres en los Estados Unidos pueden usar tiras de tartán. 

### Sudán
En Sudán, el artículo 152 del Memorándum del Código Penal de 1991 prohíbe el uso de «atuendos obscenos» en público. Esta ley ha sido utilizada para arrestar y procesar a mujeres que usan pantalones. Trece mujeres, incluida la periodista Lubna al-Hussein, fueron arrestadas en Jartum en julio de 2009 por llevar pantalones; diez de las mujeres se declararon culpables y fueron azotadas con diez latigazos y multadas con 250 libras sudanesas cada una. Lubna al-Hussein se considera una buena musulmana y afirma que «el islam no dice si una mujer puede usar pantalones o no. No tengo miedo de ser azotada. No duele, pero es insultante». Finalmente, fue declarada culpable y multada con el equivalente a 200 $ en lugar de ser azotada.

## Pantalones y violencia sexual
En 1992, en Roma, un profesor de autoescuela de 45 años fue acusado de violación. Cuando recogió a una joven de 18 años para su primera lección de conducir, supuestamente la violó durante una hora y luego le dijo que si se lo decía a alguien la mataría. Esa noche se lo contó a sus padres, que acordaron ayudarla a denunciar. Si bien el presunto violador fue declarado culpable y condenado, el Tribunal Supremo italiano revocó la condena en 1998 porque la víctima llevaba pantalones ajustados. Se argumentó que tuvo que haber ayudado necesariamente a su atacante a quitarse los pantalones, por lo que el acto fue consensuado («porque la víctima usaba pantalones muy ajustados, tenía que ayudarlo a quitarlos... y retirando los pantalones... ya no fue violación, sino sexo consensual»). 
La Corte Suprema italiana declaró en su decisión «es un hecho de la experiencia común que es casi imposible quitar los vaqueros ajustados, incluso en parte sin la colaboración activa de la persona que los lleva». Este fallo provocó una protesta feminista generalizada. Al día siguiente de la sentencia, las mujeres del Parlamento italiano protestaron vistiendo vaqueros y sosteniendo pancartas que decían «Jeans: An Alibi for Rape» (en español, Vaqueros: Una excusa para violar). 
Como señal de apoyo, el Senado y la Asamblea de California siguieron su ejemplo. Pronto, Patricia Giggans, Directora Ejecutiva de la Comisión de Asaltos contra las Mujeres de Los Ángeles (ahora Paz sobre la Violencia) hizo del Día del pantalón vaquero un evento anual. A partir de 2011, al menos 20 estados de EE. UU. reconocen oficialmente el Día en abril. El uso de vaqueros ese día se ha convertido en un símbolo internacional de protesta contra las actitudes erróneas y destructivas sobre las agresiones sexuales. A partir de 2008, el Tribunal Supremo italiano anuló sus conclusiones y ya no existe una defensa «denim» para el cargo de violación.